# Venere paura
Venere paura è un film del 1991 diretto da Hirtia Solaro.